# Van Dyke Parks
Van Dyke Parks (Hattiesburg, 3 januari 1943) is een Amerikaanse muzikant, componist, songwriter, muziekproducent, arrangeur en acteur.

## Biografie
Van Dyke Parks werd geboren in een rijke familie. Hij verscheen als kind in Hollywood-films, zo speelde hij in 1956 in de film The Swan met Grace Kelly. Hij was ook vertegenwoordigd in een Heidi-film in 1958 (A Gift for Heidi) als Peter. De hoogbegaafde jongen leerde ook piano spelen.

### Muzikale carrière
Begin jaren 1960 speelde Parks met zijn broer Carson in de folkband The Greenwood County Singers. Hij verhuisde naar Los Angeles en werkte daar eerst als studiomuzikant en later als tekstschrijver en componist voor Warner Bros. Zijn eerste opdracht was om het lied The Bare Necessities van The Sherman Brothers te arrangeren, dat Parks in 1963 maakte voor een vroege versie van de Disney-film Jungle Book. Parks hadden een lyrische inslag en wist slimme en vooral complexe tekststructuren te schrijven. Dit maakte hem erg bekend onder insiders. Parks heeft bijgedragen aan enkele opnamen van The Byrds als studiomuzikant. The Byrds producent Terry Melcher had goede contacten met The Beach Boys en introduceerde Parks in 1965 bij hun muzikale voorman Brian Wilson.
In 1966 huurde Brian Wilson Parks in als copywriter voor zijn nieuwe project Smile. Het album was echter niet af, onder meer omdat zanger Mike Love van The Beach Boys kritiek had op de teksten van Parks. In de loop van de tijd zijn alleen afzonderlijke stukken uit het uitgebreide werk gepubliceerd op verschillende Beach Boys-records. Hier was Van Dyke Parks al op zijn best als tekstschrijver met liedjes met surrealistische en associatieve beeldteksten. De teksten voor Heroes and Villains en Surf’s Up kunnen als voorbeeld worden gezien voor deze stijl. Jarenlang gingen legendes over Smile. In 2003 nam Wilson eindelijk contact op met Parks om het album definitief af te ronden en zij voltooiden het werk. In oktober 2004 nam Wilson het album op en bracht het uit met zijn band. Het album werd een wereldwijd succes en het grootste commerciële succes voor Van Dyke Parks.

### Soloalbums
In 1967 nam Parks zijn eerste soloalbum Song Cycle op. Met zijn eigenaardige arrangementen en de zeer complexe teksten vond het album zo weinig kopers, dat Warner Brothers de platen uiteindelijk weggaf. Het debuutalbum van Randy Newman uit 1968, geproduceerd door Parks, onderging een soortgelijk lot: de critici prezen het album, het publiek negeerde het. Van Dyke Parks werd echter zo bekend in het muziekcircuit dat hij al snel voor andere sterren werkte als sessiemuzikant, arrangeur en producent.
Op zijn tweede plaat Discover America gaf Parks zich over aan Hollywood-klanken. Hij verschijnt als een zachte revolutionair die naar Amerika kijkt vanuit het perspectief van een buitenlander - om de vraag te stellen: Hoe kan iemand zich Amerika voorstellen wiens land uit Amerika is gekoloniseerd? Op de meeste stukken op dit album werd zijn vrouw Durrie Parks ten onrechte genoemd als componist, zodat de makers royalty's ontvingen: aangezien ze geen deel uitmaakten van de Amerikaanse auteursrechtenorganisatie, werd het geïnde geld gestort op een openbaar toegankelijke trustrekening en aan hen overgemaakt. Alle nummers op het album zijn echter aangepast en gearrangeerd door Van Dyke Parks. Ook dit record was geen succes. Zijn volgende plaat Clang of the Yankee Reaper was misschien wel zijn meest toegankelijke. Er was een koperblazersversie van het choral 'Ein feste Burg ist unser Gott' (ten onrechte de canon van Johann Pachelbel genoemd). De verkoopcijfers bleven mager. Met zijn nogal dunne, heldere stem had Parks zeker niet het potentieel van een geweldige zanger. Daarom namen gasten als Danny Hutton of Kathy Dalton op de volgende albums vaak de zang over.

### Andere werken
Intussen nam Parks de nieuwe afdeling Visual Arts van platenmaatschappij Warner Brothers over, die concepten moest ontwikkelen om artiesten van het gezelschap in het juiste licht te brengen. Parks produceerde lang voor MTV muziekvideo's voor Ry Cooder en de Esso Trinidad Steel Band. Jump! was de naam van het volgende georkestreerde werk in 1984, dat de in Amerika bekende verhaalcyclus Uncle Remus van Joel Chandler Harris op muziek zette. Een geïllustreerde boekeditie van de door Van Dyke Parks aangepaste verhalen verscheen in drie delen als Jump! - The Adventures of Brer Rabbit (1986), Jump Again! - More Adventures of Brer Rabbit (1987) en Jump On Over! - The Adventures of Brer Rabbit and His Family (1989).
Na een pauze van enkele jaren volgde Tokyo Rose in 1989, een album over Japans-Amerikaanse relaties in de 20e eeuw. Er volgden lange tijd geen eigen publicaties, want Parks verdiende zijn geld met studiowerk en vooral met filmmuziek. Daar kon hij zijn ongebruikelijke muzikale ideeën het beste implementeren. Als producent en arrangeur werkte Parks onder meer voor U2, Sam Phillips, Ringo Starr, Silverchair, Carly Simon, T-Bone Burnett, Toad the Wet Sprocket, Victoria Williams, Bonnie Raitt, Gordon Lightfoot, Fiona Apple, The Everly Brothers, Sheryl Crow, Bruce Springsteen en Joanna Newsom. The Beach Boys namen ook hun toevlucht tot zijn diensten in de volgende decennia. In 1995 werd er opnieuw samengewerkt met Brian Wilson, met als resultaat het album Orange Crate Art, dat het West Coast-geluid varieerde met de verfijnde en ongebruikelijke arrangementen en complexe teksten die typisch zijn voor Van Dyke Parks.
In 1998 bracht hij het live-album Moonlighting: Live at the Ash Grove uit. De opnamen zijn gemaakt tijdens een concert op 7 september 1996 in de Ash Grove Club in Los Angeles, waar Parks optrad met een band en een strijkersgroep. Stukken uit zijn hele carrière vind je hier in nieuwe arrangementen, aangevuld met nieuw materiaal. In Duitsland was Parks voor het laatst te zien op het RuhrTriennale Festival in 2003, samen met Loudon Wainwright III. In 2007 werkte Parks opnieuw met Brian Wilson aan diens nieuwe studioalbum That Lucky Old Sun (A Narrative), dat in september 2007 in Londen in première ging. In 2011 richtte Parks zijn eigen platenmaatschappij Bananastan op. Tot nu toe zijn er 6 singles en 3 cd's uitgebracht.

### Filmmuziek
Van Dyke Parks heeft ook naam gemaakt als componist van tal van soundtracks in Hollywood met films als: Goin' South (1978) met Jack Nicholson, Club Paradise (1986) met Robin Williams, The Two Jakes (1990) opnieuw met Jack Nicholson in de karakterrol van privédetective J.J. Gittes, bekend van de film Chinatown van Roman Polański, Wild Bill (1995) met Jeff Bridges, Private Parts (1997) met Howard Stern, The Company - The Ensemble (2003) met Neve Campbell en Dark Matter (2007) met Meryl Streep.

## Discografie
Singles
- 1966: Number Nine/Do What You Wanta
- 1966: Come to the Sunshine/Farther Along
- 1968: Donovan's Colours, Pt. 1/Donovan’s Colours, Pt. 2
- 1970: The Eagle and Me/On The Rolling Sea When Jesus Speak to Me
- 1972: Occapella/Ode to Tobago
- 1972: John Jones/Riverboat
- 1984: Opportunity for Two/Many a Mile to Go
- 2011: Wall Street/Money Is King
- 2011: Dreaming of Paris/Wedding in Madagascar
- 2011: Hold Back Time/Amazing Grace (Variations)
- 2011: Black Gold/Aquarium
- 2012: Missin' Mississippi/The Parting Hand (Variations)
- 2012: The All Golden/Sassafrass

Studioalbums
- 1968: Song Cycle
- 1972: Discover America
- 1976: Clang of the Yankee Reaper
- 1984: Jump!
- 1989: Tokyo Rose
- 2013: Songs Cycled

Livealbum
- 1998: Moonlighting: Live at the Ash Grove

Compilaties
- 1996: Idiosyncratic Path – The Best of Van Dyke Parks
- 2011: Arrangements: Volume 1
- 2013: Super Chief: Music for the Silver Screen

Samenwerkingen
- 1991: Fisherman & His Wife (met Jodie Foster)
- 1995: Orange Crate Art (met Brian Wilson)
- 2004: Brian Wilson Presents Smile
- 2008: An Invitation (met Inara George)

- Biblioteca Nacional de España: XX1363815
- Bibliothèque nationale de France: cb14823325d (data)
- Gemeinsame Normdatei: 134972309
- International Standard Name Identifier: 0000 0000 7755 1207
- Library of Congress Control Number: n85389926
- MusicBrainz: 74be7080-080f-49d0-b8c5-1166eed1bb8e
- Nationale Bibliotheek van Tsjechië: xx0186402
- Nationale Bibliotheek van Israël: 987007454536705171
- Nationale Bibliotheek van Polen: a0000001256977
- Nederlandse Thesaurus van Auteursnamen: 100260489
- SNAC: w6jt0f2b
- Système universitaire de documentation: 243881118
- Trove: 1129189
- Virtual International Authority File: 305230322
- WorldCat: E39PBJp9vtwRYYd7DPP6MYFqcP